# Artem Yasynskyy
Artem Yasynskyy (* 1988 in Donezk, Ukrainische SSR) ist ein klassischer Pianist und Hochschuldozent.

## Werdegang
Yasynskyy wurde 1988 in eine Familie professioneller Musiker in Donezk geboren. Im Alter von sieben Jahren war er Schüler von Albina Oryschuk an der Sonderschule für begabte Kinder in Donezk und gab im Alter von acht Jahren sein erstes öffentliches Konzert. Ein Stipendium des ukrainischen Präsidenten von 2006 bis 2010 ermöglicht es ihm, an der staatlichen Musikakademie Prokofjew zu studieren, wo er auch Kompositionsunterricht bei Aleksander Rudjansky erhielt. Im Jahr 2010 schloss er sein Bachelorstudium mit Auszeichnung ab.
Artem Yasynskyy ging im Jahr 2010 nach Deutschland, um ein Aufbaustudium an der Hochschule für Künste Bremen bei  Patrick O’Byrne zu beginnen. Diesem folgte ein Masterstudium, das er mit Auszeichnung abschloss. Sein Studium wurde durch verschiedene Stipendien unterstützt, darunter von dem Keyboard Charitable Trust, dem Vere Music Fund, der Fondation Clavarte, der Deutschen Stiftung Musikleben sowie der Hans und Stefan Bernbeck-Stiftung. Im März 2015 schloss er sein Masterstudium ab und wurde Dozent für das Hauptfach Klavier an der Hochschule für Künste Bremen. In Juni 2018 absolvierte er sein Konzertexamen ebenfalls mit Auszeichnung.
Von 2015 an hat er einen Lehrauftrag im Hauptfach Klavier an der Hochschule für Künste inne. Seit 2019 ist er dort als Dozent (LfbA) tätig. Im Jahr 2021 unterrichtete er dort im Rahmen einer Vertretungsprofessur für das Hauptfach Klavier. Von 2022 bis 2024 hatte er eine Professur für Klavier am Conservatorio Tartini in Triest, Italien inne.
Yasynskyy gab Meisterkurse weltweit, u. a. an der University of Utah, der National Music Academy of Ukraine, der Pai-Chai University in Daejeon/Südkorea, der Universität Debrecen/Ungarn, dem Conservatorio di Lecce/Italien und der Vere Music Academy in Kiev.
Zahlreiche Konzertauftritte führten ihn durch Europa, nach Südkorea, Japan, Russland, USA, Kanada und Australien u. a. zu den Festivals wie den „Raritäten der Klaviermusik“ in Husum, dem Bremer Musikfest, Bard Music Festival in NY, USA, MozArt Festival Lviv, Daejeon Chamber Music Festival, Festival muzyki polskiej Krakow, Chopin Festival in Hamburg, dem Honens Festival in Calgary/Canada, dem Paderewski Festival in Raleigh/USA, Gina Bachauer Artist Series in Salt Lake City/USA etc.
Auftritte mit Orchestern wie der Utah Symphony, dem Cincinnati Symphony Orchestra, Calgary Philharmonic Orchestra, dem National Orchestra of Ukraine, dem Kiev Philharmonie Orchestra, Donetsk State Orchestra, Kharkiv Philharmonie Orchestra, Carlo Coccia Symphony Orchestra, Mriya Excil Orchester, der Sinfonietta Cracovia, dem Kodaly Philharmonic Orchestra, Koszalin Philharmonic Orchestra, Sendai Philharmonic Orchestra, Karelia Philharmonic Orchestra boten ihm Gelegenheit, viele bedeutende Werke der europäischen Klavierkonzertliteratur aufzuführen.
Kammermusik spielt Artem Yasynskyy u. a. mit seinem Lyatoshynsky Trio, der Cellistin Maddalena Del Gobbo, dem Violinisten Stefan Latzko, der Geigerin Prof. Katrin Scholz, dem Cellisten Prof. Gabriel Schwabe oder der Deutschen Kammerphilharmonie Bremen.
2016 gab er sein Debüt in der Carnegie Hall. Seine Interpretationen wurden unter anderem vom Radio Bremen, NWR 3, Deutschlandfunk Kultur und CBC/Radio-Canada ausgestrahlt.

## Auszeichnungen
- 2001, 2007: Horowitz Wettbewerb für junge Pianisten, Kiev
- 2005: Vladimir Krainev Competition, Charkiw
- 2011: Steinway-Förderpreis, Hamburg
- 2011: 3. Preis bei der Gian Battista Viotti International Music Competition, Italien
- 2013: Hauptpreis sowie Hofmannpreis beim Ersten Deutschen Klavierwettbewerb Polnischer Musik (Internationaler Theodor Leschetizky Wettbewerb) in Hamburg
- 2013: Bronze-Medaille sowie Publikumspreis bei der Sendai International Music Competition
- 2014: Bronze-Medaille bei der Gina Bachauer International Piano Competition, Salt Lake City, USA
- 2015: Finalist beim Honens Piano Competition (Kanada)
- 2015: 1. Preis dem World Piano Wettbewerb in Cincinnati, USA
- 2017: 3. Preis beim "Top of the World" Wettbewerb, Norwegen
- 2021: 2. Preis und 5 weitere Preise bei der Sydney International Piano Competition

## Diskografie
Im Mai 2015 erschien seine erste CD im Label Grand Piano (Naxos) mit Werken des polnischen Klaviermeisters Józef Hofmann, die ihm begeisterte Pressestimmen einbrachte, z. B. vom Gramophone, dem American Record Guide, Fanfare, der französischen Zeitschrift Diapason und dem Radio Bremen. Eine intensive Beschäftigung mit den Prä-Klavier-Techniken von Cembalisten führte zu einer zweiten CD mit 18 Sonaten von Domenico Scarlatti, welche im Januar 2018 ebenfalls bei Naxos erschien und abermals mit hervorragenden Rezensionen gefeiert wurde.
2025 werden drei weitere CDs mit Artem Yasynskyy veröffentlicht werden: Werke von Valentin Silvestrov mit dem Mriya Excil Orchester, im September 2024 im Sendesaal Bremen aufgenommen; Werke mit Maddalena del Gobbo (Cello), im November 2024 im Konzerthaus Wien aufgenommen; Werke von Gabriel Prokofiev und ukrainischer Musik mit seinem Lyatoshynsky Trio.